# Imogen Napper
Pour les articles homonymes, voir Napper.
Imogen Ellen Napper est une scientifique marine britannique, titulaire d'un doctorat et chercheuse au National Geographic. Surnommée la « détective du plastique »,, ses travaux portent sur les sources de pollution plastique dans l'environnement et sur les solutions pour y mettre fin. Ses découvertes sur les microbilles de plastique ont permis leur interdiction dans les produits cosmétiques au niveau international. 

## Biographie
Imogen Napper grandit à Clifton, une ville côtière au sud-ouest de la Grande-Bretagne. Dans une interview accordée au média Monaco, elle explique avoir développé une relation étroite avec la mer en la fréquentant quotidiennement durant son enfance puis via la pratique du surf et de la voile. Elle constate l'impact du plastique sur les plages et décide alors d'utiliser sa curiosité pour s'engager dans la recherche et créer du changement. 
Elle s'intéresse notamment aux microparticules de plastique contenues dans les gommages pour le visage (qui polluent les égouts durant le traitement des eaux usées), au degré de durabilité des sacs en plastique dits "biodégradables", aux fibres plastiques se détachant lors du lavage des vêtements, ou encore, plus récemment, à la contamination de l'orbite terrestre. 

## Parcours professionnel et formation
En 2019, elle obtient son doctorat à l'université de Plymouth pour étudier les sources de plastique dans l'environnement marin. 
Elle entre ensuite au National Geographic et participe notamment au Early Career Leadership. 

## Travaux clés et succès
En 2016, alors que la chercheuse est âgée de 24 ans, ses travaux dans les laboratoires de l'université de Plymouth démontrant les milliers de microparticules contenues dans les gommages pour le visage mènent le gouvernement britannique à interdire l'utilisation de celles-ci. 
Imogen Napper est également à l'origine de la première recherche démontrant le nombre de fibres microplastiques synthétiques (jusqu'à 700 000) pouvant se détacher des vêtements en acryliques lors d'un lavage en machine à laver domestique. En 2018, elle collabore ensuite avec National Geographic pour identifier des nouvelles technologies efficaces permettant de capturer ces fibres.
En 2019, elle démontre avec son équipe que les sacs en plastiques annoncés comme biodégradables pourraient encore supporter le poids d'une course de supermarché entière après avoir été enfouis dans le sol trois ans durant.
Elle utilise les résultats de ces recherches pour sensibiliser le grand public aux changements de mode de vie pouvant contribuer à lutter contre la pollution plastique. Dans une interview accordée à Women In Ocean Science, Imogen Napper invite à réfléchir à l'impact que peuvent avoir chacun de nos gestes sur l'océan, explique que toutes les petites mesures sont utiles et évoque les gestes quotidiens que nous pouvons adopter pour être plus respectueux de l'environnement (acheter des vêtements d'occasion, réduire la quantité de plastique à usage unique que nous utilisons, ...). Elle ajoute que ces mesures doivent être combinées aux décisions gouvernementales et à des choix abordables proposés par l'industrie. 
À partir de 2020, elle travaille en tant que scientifique d'expédition avec National Geographic dans le cadre de l'expédition « Sea to Source », qui étudie le plastique dans le Gange. 
Toujours au sein du National Geographic, elle étudie en 2021 l'impact du COVID-19 sur les communautés britanniques et l'environnement, et en 2022, elle compare les débris spatiaux aux débris océaniques. 
Début 2025, elle dirige à l'université de Plymouth un groupe international de scientifiques qui a lancé un appel à inclure la protection de l'orbite terrestre - endommagé par l'expansion de l'industrie spatiale - parmi les objectifs de développement durable fixés par l'Organisation des Nations Unies.